# توماس هيرندون
توماس هيرندون (بالإنجليزية: Thomas Herndon)‏ هو اقتصادي أمريكي، ولد في 25 فبراير 1985 في الولايات المتحدة.